# Dr. Jekyll and Mr. Zip
Pour plus de détails, voir Fiche technique et Distribution.
Dr. Jekyll and Mr. Zip est un court métrage d'animation américain réalisé par Ben Sharpsteen, sorti en 1920.
Le film est considéré comme perdu

## Fiche technique
- Titre original : Dr. Jekyll and Mr. Zip
- Réalisation : Ben Sharpsteen
- Scénario : Louis De Lorme, Frederick Opper
- Animateurs : Frank Moser, William Nolan
- Montage :
- Musique :
- Son :
- Producteur : William Randolph Hearst
- Sociétés de production : International Film Service
- Sociétés de distribution : Goldwyn Distributing Company
- Pays d'origine :  États-Unis
- Langue : film muet avec les intertitres en anglais américain
- Format : Noir et blanc — 35 mm — 1,33:1 — Muet
- Métrage : 300 mètres (1 bobine)
- Genre : Film d'animation, Comédie
- Durée : 10 minutes
- Dates de sortie :
  -  États-Unis :  8 décembre 1920